# Jewgeni Alexejewitsch Lalenkow
Jewgeni Alexejewitsch Lalenkow (russisch Евгений Алексеевич Лаленков; * 16. Februar 1981 in Angarsk) ist ein russischer Eisschnelllauf-Allrounder.
Jewgeni Lalenkow debütierte im November 2000 beim Weltcup in Heerenveen. Viermal konnte er bislang Weltcups über die 1500-Meter-Strecke und einmal in der Teamverfolgung gewinnen. Bei den Weltmeisterschaften 2003 in Berlin über diese Distanz wurde er Vierter. In der Saison 2002/03 gewann er den Gesamtweltcup über diese Strecke, in der folgenden Saison wurde er Dritter.
Lalenkow hat bisher an drei Olympischen Spielen teilgenommen. Bei den Olympischen Spielen 2002 in Salt Lake City war seine beste Platzierung der zehnte Platz über die 1500-Meter-Strecke. Bei den Olympischen Spielen 2006 in Turin konnte er über seine Paradestrecke jedoch nur einen enttäuschenden 23. Platz erreichen. Weitaus besser war sein Abschneiden über 1000 Meter (7. Platz). Bei den Olympischen Spielen 2010 in Vancouver belegt er jeweils einen elften Platz über die 1000 und 1500 Meter.
Bei der Einzelstrecken-WM 2008 in Nagano belegte er den zweiten Platz und gewann so erstmals eine Medaille über eine Einzelstrecke.
Lalenkow wurde bisher elfmal russischer Meister, viermal davon in einem Mannschaftsrennen. Hinzu kommen zehn zweite und sechs dritte Plätze.